# Eospalax fontanierii
Eospalax fontanierii es una especie de roedor de la familia Spalacidae.

## Distribución geográfica
Es  endémica de China.